# 신조켓칸센터역
신조켓칸센터역(일본어: 心臓血管センター駅, しんぞうけっかんセンターえき)은 일본 군마현 마에바시시에 있는 조모 전기 철도 조모 전기 철도 조모 선의 역이다.

## 역 구조
섬식 승강장 1면 2선의 지상역으로 무인역이다.

### 승강장
| 1 | ■ 조모 선 | 오고・아카기・니시키류 방면 |
| 2 | ■ 조모 선 | 주오마에바시 방면           |

- 열차 접근 시에 플랫폼 상의 스피커에서 "올리비아를 들으면서"가 흐른다.

## 역 주변
- 군마 현립 심장 혈관 센터(도보 통로가 정비되어 있다. 거리는 가깝지만 높낮이 차이가 있어, 역에서 센터까지는 약간의 언덕길을 올라갈 필요가 있다)
- 군마 현립 고령자 개호 종합 센터
- 군마 재활 파크
- 이즈미 미술관
- 가메이즈미 령원

## 역사
- 1965년 9월 8일: 마에바시 병원 앞 신호장 설치.
- 1994년 4월 10일: 순환 기병 센터 역으로 변경되고 역으로 승격.
- 2001년 6월 1일: 병원의 명칭 변경으로 역명을 심장 혈관 센터 역으로 변경.

## 인접역
| ■ 조모 전기 철도 조모 선   | ■ 조모 전기 철도 조모 선 | ■ 조모 전기 철도 조모 선 |
| -------------------------- | ------------------------ | ------------------------ |
| 아카사카 주오마에바시 방면 |                          | 에기 니시키류 방면       |